# Silvani & Botta
Silvani & Botta war ein italienischer Hersteller von Automobilen.

## Unternehmensgeschichte
Eugenio Silvani gründete 1920 zusammen mit Botta in Mailand das Unternehmen zur Produktion von Automobilen. 1924 endete die Produktion.

## Fahrzeuge
Das erste Modell hatte einen Vierzylindermotor mit 1500 cm³ Hubraum, der auf dem Motor vom Fiat 501 basierte, allerdings über einen selbst entwickelten Zylinderkopf mit OHC-Ventilsteuerung verfügte. 1922 erschien ein Modell mit einem Achtzylindermotor mit 2000 cm³ Hubraum, der auf dem Motor vom Fiat 520 basierte, aber zwei obenliegende Nockenwellen hatte. Die Fahrzeuge wurden auch bei Autorennen eingesetzt.